# Homewood
Homewood är en stad i den amerikanska delstaten Alabama med en yta av 21,5 km² och en befolkning, som uppgår till cirka 25 000 invånare (2000). Av befolkningen är cirka 15 procent afroamerikanska.
Staden är belägen i den centrala delen av delstaten ungefär 8 kilometer söder om Alabamas största stad Birmingham och omkring 130 kilometer norr om huvudstaden Montgomery. Homewood är säte för Samford University.